# 바글라르

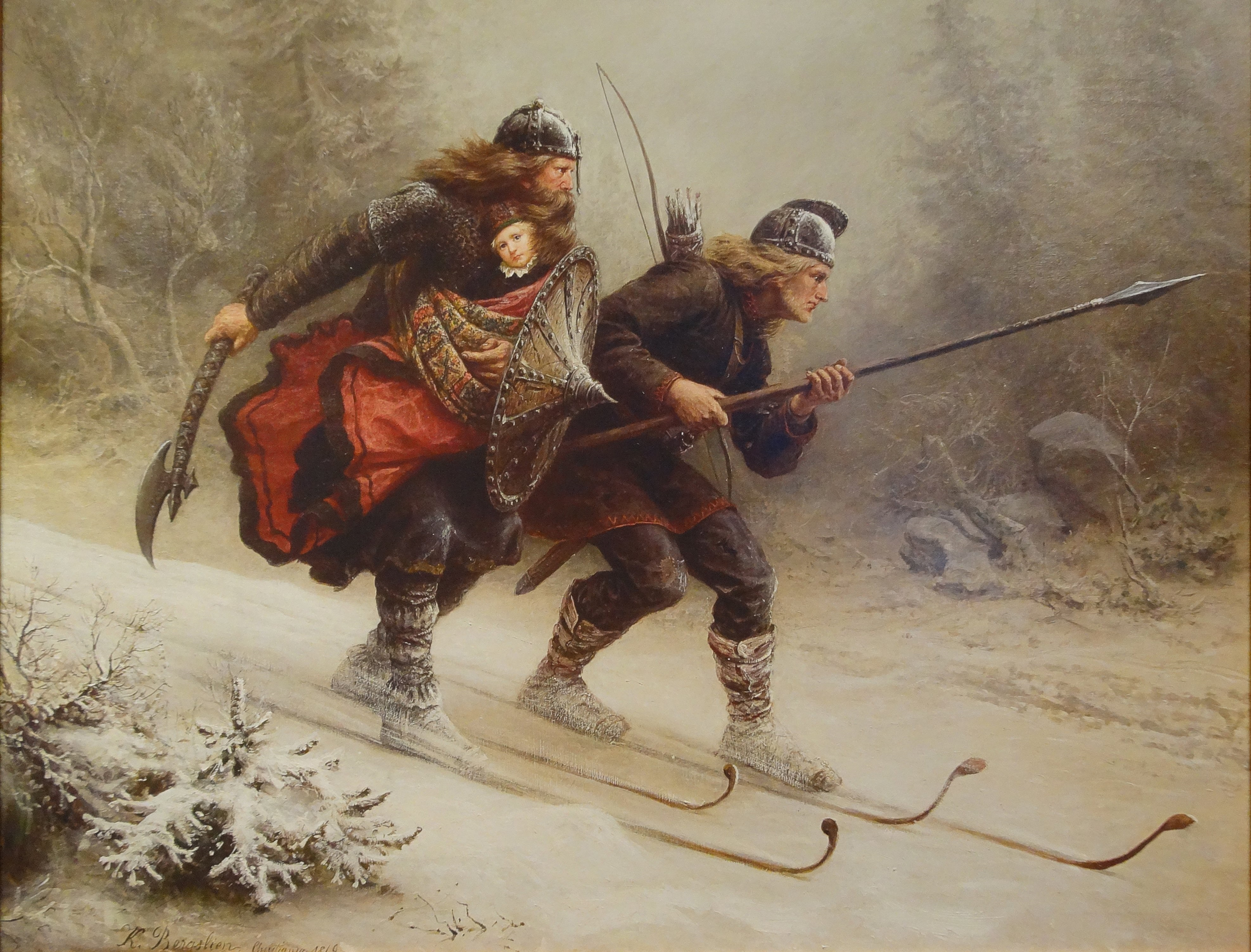
19세기 화가 크누트 베르그슬리엔이 상상한 그림. 적들로부터 안전한 곳으로 이송되는 젊은 호콘 호콘손의 모습(1869년)

바글라르(고대 노르드어: Baglarr, 뉘노르스크: Baglarr, 노르웨이어: Bagler)는 노르웨이 내전 당시 활동한 파벌 중 하나이다. 주로 귀족, 성직자, 상인들로 이루어져 있었다.
1196년 당시 덴마크령이었던 스코네에서 오슬로 주교 니콜라스 아르네손과 니다로스 대주교 에이리크 이바르손(1130년경 ~ 1213년)이 스베레 시구르손 왕을 폐위하고 잉게 마그누손을 옹립하자고 결의함으로써 당파가 형성되었다. 바글라르는 스베리르 왕을 지지하는 농민 계층 파벌인 비크리베이나르와 주로 항쟁했다.

## 바글라르 왕위요구자 목록
1. 잉게 마그누손 1196년–1202년
2. 에를링 스테인베그 1204년–1207년
3. 필리푸스 시몬손 1207년–1217년